# Liste der Monuments historiques in Aizanville
Die Liste der Monuments historiques in Aizanville führt die Monuments historiques in der französischen Gemeinde Aizanville auf.

## Liste der Objekte
| Bezeichnung                    | Beschreibung            | Standort                        | Kennzeichnung | Schutzstatus | Datum | Bild |
| ------------------------------ | ----------------------- | ------------------------------- | ------------- | ------------ | ----- | ---- |
| Kanzel                         | Holz, 19. Jahrhundert   | in der Kirche St-Nicolas (Lage) | PM52001991    | Inscrit      | 2013  |      |
| Skulptur Heiliger Nikolaus (1) | aus dem 16. Jahrhundert | auf dem Friedhof (Lage)         | PM52001992    | Inscrit      | 2013  |      |
| Skulptur Heiliger Nikolaus (2) | aus dem 18. Jahrhundert | in der Mairie (Lage)            | PM52001993    | Inscrit      | 2013  |      |